# Monti Latady
I monti Latady sono un gruppo montuoso situato nella Terra di Palmer, in Antartide. Esteso davanti alla costa di Orville per circa 60 km in direzione nord-sud e per circa 50 km in direzione est-ovest, questo gruppo montuoso è delimitato a sud dal ghiacciaio Ketchum, che lo divide dai monti Scaife, a nord dal ghiacciaio Wetmore, che lo separa dal dorsale RARE, e a sud-est sempre dal Wetmore, il cui flusso, conflunedo nei ghiacci che ricoprono l'insenatura di Gardner, lo separano dalla penisola Bowman, mentre la sua vetta più alta è quella del monte Robertson, subito a nord del ghiacciaio Strange, che raggiunge i 1565 m s.l.m..

## Storia
I monti Latady sono stati scoperti e fotografati per la prima volta durante una ricognizione aerea svolta il 21 novembre 1947 nel corso della spedizione antartica comandata da Finn Rønne e condotta tra il 1947 e il 1948, e così battezzati dallo stesso Rønne in onore di William R. Latady, uno dei fotografi che partecipò alla spedizione. In seguito, la formazione è stata fotografata e mappata più dettagliatamente dai membri dello United States Geological Survey grazie a fotografie aeree scattate dalla marina militare statunitense durante ricognizioni effettuate tra il 1965 e il 1967.